# Кортленд (город, Миннесота)
Кортленд (англ. Courtland) — город в округе Николлет, штат Миннесота, США. На площади 6,9 км² (6,9 км² — суша, водоёмов нет), согласно переписи 2002 года, проживают 538 человек. Плотность населения составляет 78,2 чел./км².
- Телефонный код города — 507
- Почтовый индекс — 56021
- FIPS-код города — 27-13582[1]
- GNIS-идентификатор — 0642396[2]